# Кохия, Давид Малхазович
Давид Малхазович Кохия (22 апреля 1993) — российский и грузинский футболист, полузащитник.

## Клубная карьера
Родился в Москве, футболом начал заниматься в столичной академии «Спартак-2». В 2008 году выехал на Украину, где продолжил выступления на юношеском уровне в киевских клубах КСДЮШОР, «Атлет» и «Смена-Оболонь». В 2010 году перешёл в молодёжную команду киевского «Динамо», за который выступал до января 2011 года. После этого вернулся в Россию, где заключил контракт с нижегородской «Волгой». В сезонах 2011 и 2012 годов выступал за молодёжную команду «Волги» в молодежном чемпионате России (25 матчей в 2011 году, 7 – в 2012 году, 27 матчей – в сезоне 2012/13 лет.
Взрослую футбольную карьеру начал в «Гагре» из Тбилиси. Дебютировал во втором дивизионе грузинского чемпионата 18 октября 2013 года в победном (4:1) домашнем поединке 8-го тура против «Имерети». Давид вышел на поле в стартовом составе, а на 46-й минуте его заменил Константин Замадзе. В турнире в том сезоне провёл 2 матча. Летом 2014 года переехал в Молдавию, где подписал контракт с «Зарёй» из города Бэлць. Дебютировал в составе коллектива из Бельцев 17 августа 2014 года в проигранном (0:1) выездном поединке 4-го тура Национального дивизиона против «Саксана», где Кохия вышел на поле в стартовом составе и отыграл весь матч. Единственным голом в футболке «Зари» отметился 28 сентября 2014 на 73-й минуте победного (2:0) домашнего поединка 9-го тура чемпионата Молдовы против «Динамо-Авто». Давид вышел на поле в стартовом составе, а на 89-й минуте его заменил Ион Домбровский. В элите молдавского чемпионата сыграл 13 матчей, отличился 1 голом.
13 февраля 2015, после успешного просмотра, подписал 1,5-летний контракт с сербской «Воеводиной». Однако за сербский клуб не сыграл ни одного официального матча, и через шесть месяцев стороны договорились о досрочном расторжении соглашения. Летом 2016 года вернулся в Грузию, где усилил «Зугдиди», в футболке которого дебютировал 6 ноября 2016 года в проигранном (0:3) домашнем поединке 12-го тура против «Сиони». Давид вышел на поле на 31-й минуте, заменив Дмитрия Зозулю. В составе «Зугдиди» сыграл 3 матча в чемпионате Грузии.
19 июля 2018 подписал контракт с клубом «Сумы» из одноимённого города. В составе «горожан» дебютировал 28 июля 2018 в победном (3:1) домашнем поединке 2-го тура Первой лиги против кропивнической «Звезды». Кохия вышел на поле в стартовом составе и отыграл весь матч. В составе «Сум» сыграл 10 матчей в Первой лиге и 2 поединка в кубке Украины. Во время зимнего перерыва сезона 2018/19 годов покинул расположение «горожан». В середине января 2019 побывал на просмотре в одесском «Черноморце», однако уже через несколько дней покинул расположение «моряков».
5 марта 2019 года свободным агентом перебрался в грузинский «Шевардени-1906». Дебютировал в футболке столичного клуба 4 апреля того же года в победном (1:0) выездном поединке 5-го тура второго дивизиона чемпионата Грузии против «Гагры». Давид вышел на поле на 67-й минуте, заменив Николоза Джишкариани. В середине апреля 2019 года получил годовую дисквалификацию (плюс три года условно) от Федерации футбола Украины за участие в договорных матчах.

## Международная карьера
В 2012 году выступал в составе юношеской сборной Грузии U-19, в том же году дебютировал в футболке молодёжной сборной страны против сверстников из Хорватии. Также выступал за грузинскую молодёжку в 2013 году, однако большинство этих матчей официально не признавались УЕФА, поэтому на официальном сайте организации указано, что Давид сыграл 1 матч в футболке молодежной сборной Грузии.